# Mireval
Mireval é uma comuna francesa na região administrativa de Occitânia, no departamento de Hérault. Estende-se por uma área de 11,05 km². Em 2010 a comuna tinha 3 331 habitantes (densidade: 301,4 hab./km²).